# 阿夫拉姆·赫什科

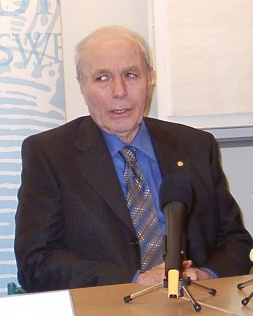
阿夫拉姆·赫什科

阿夫拉姆·赫什科（希伯來語：‎，1937年12月31日—），以色列生物学家。由于发现了泛素调节的蛋白质降解，与阿龙·切哈诺沃、欧文·罗斯一起获得了2004年诺贝尔化学奖。中国科学院外籍院士。

## 荣誉和奖励
- 1987魏茨曼科学奖（以色列）
- 1993当选欧洲分子生物学组织
- 1994以色列在生物化学和医学奖
- 1999 -韦希特尔奖，由因斯布鲁克大学，奥地利（A.切哈诺沃）
- 1999 -盖尔德纳国际病房，由盖尔德纳基金会，加拿大（A. Varshavsky从事）
- 2000获斯隆基础医学研究奖和拉斯克奖
- 2001年获沃尔夫医学奖和路易莎-格罗斯-霍维茨奖[2]
- 2004诺贝尔化学奖[3]